# Храм Святого Геворга (Гянджа)
Храм Святого Геворга (арм. Գանձակի Սուրբ Գևորգ եկեղեցի) — храм Армянской апостольской церкви в городе Гянджа.
Как свидетельствовует этнограф, археолог, епископ Макар Бархударянц в конце XIX века:
Она построена на правом берегу той же речки у Большого рынка, глинобитная и непритязательная. В церкви хранится частица мощей святого Геворга (Георгия), из-за чего является местом паломничества не только для армян, но и для иноземцев. Реликвию эту принесли сюда нынешние прихожане, которые переселились сюда из Еревана в 1814 году. Церковь владеет несколькими лавками, во дворе её имеется несколько комнат. Священник один..епископ Макар (Бархударянц)